# Cepeli, Hmilnîk
Cepeli (în ucraineană Чепелі) este un sat în comuna Ulaniv din raionul Hmilnîk, regiunea Vinnița, Ucraina.

## Demografie
Componența lingvistică a localității Cepeli
     Ucraineană (99,47%)
     Alte limbi (0,53%)
Conform recensământului din 2001, majoritatea populației localității Cepeli era vorbitoare de ucraineană (99,47%), existând în minoritate și vorbitori de alte limbi.